# Мелінда та Мелінда
«Мелінда та Мелінда» (англ. Melinda and Melinda) — фільм Вуді Аллена, який вийшов у світ в 2004 році в Іспанії на Сант-Себастіанському кінофестивалі. Події фільму розгортаються в Манхеттені. Головна героїня фільму Мелінда (Рада Мітчел) знаходиться в двох життєвих ситуаціях: одній комічній, іншій драматичній. Рейтинг PG-13 від MPAA.

## Сюжет
Якщо розглядати людське життя як театр, то виникає питання: у якому жанрі спостерігаємо ми це життя? Комеді? Трагеді? Чого в ньому більше?
За столиком ресторану друзі обговорюють, чого більше у житті — комічного чи трагічного. Автор успішних комедій переконаний, що люди шукають привід для сміху, щоб втекти від болю — його друг вірить у силу трагедії. Як приклад кожен розвиває історію, засновану на анекдоті про непроханих гостей — молодій жінці Мелінді, чиє життя пішло під укіс.
У драматичній версії розкриваються переживання Мелінди після важкого розлучення; комедійна версія подій розвивається в спальному районі, де Мелінда вносить сум'яття під час сусідської вечірки своєї спробою самогубства. Тут фігурує маса комічних персонажів з художньої богеми, включаючи безробітного актора, який заграє з Меліндою, і його дружину-режисера, найбільше стурбовану розкрученням банкіра для спонсорування нового проекту «Сонати про кастрацію».
У результаті виходять дві різні інтерпретації однієї історії: вони проходять паралельно один одному і мають різні жанрові основи, в яких Мелінда і її навколишні персонажі змінюються в залежності від трагічної або комедійної суті розповіді. Ці міркування з різних точок зору призводять до двох різних фіналів, у яких комедія залишається комедією, а трагедія — трагедією. Незважаючи на їхню тонку грань, вони не перетинаються хоча фактично близькі один до одного.

## У ролях
- Рада Мітчелл — Мелінда
- Вілл Ферелл — Хобі
- Чиветел Еджіофор — Еліс Мунсонг
- Аманда Піт — Сьюзен
- Хлое Севіне — Лорел
- Стів Керелл — Волт
- Воллес Шон — Сай